# サツキとメイの家
座標: 北緯35度10分10秒 東経137度5分34秒 / 北緯35.16944度 東経137.09278度

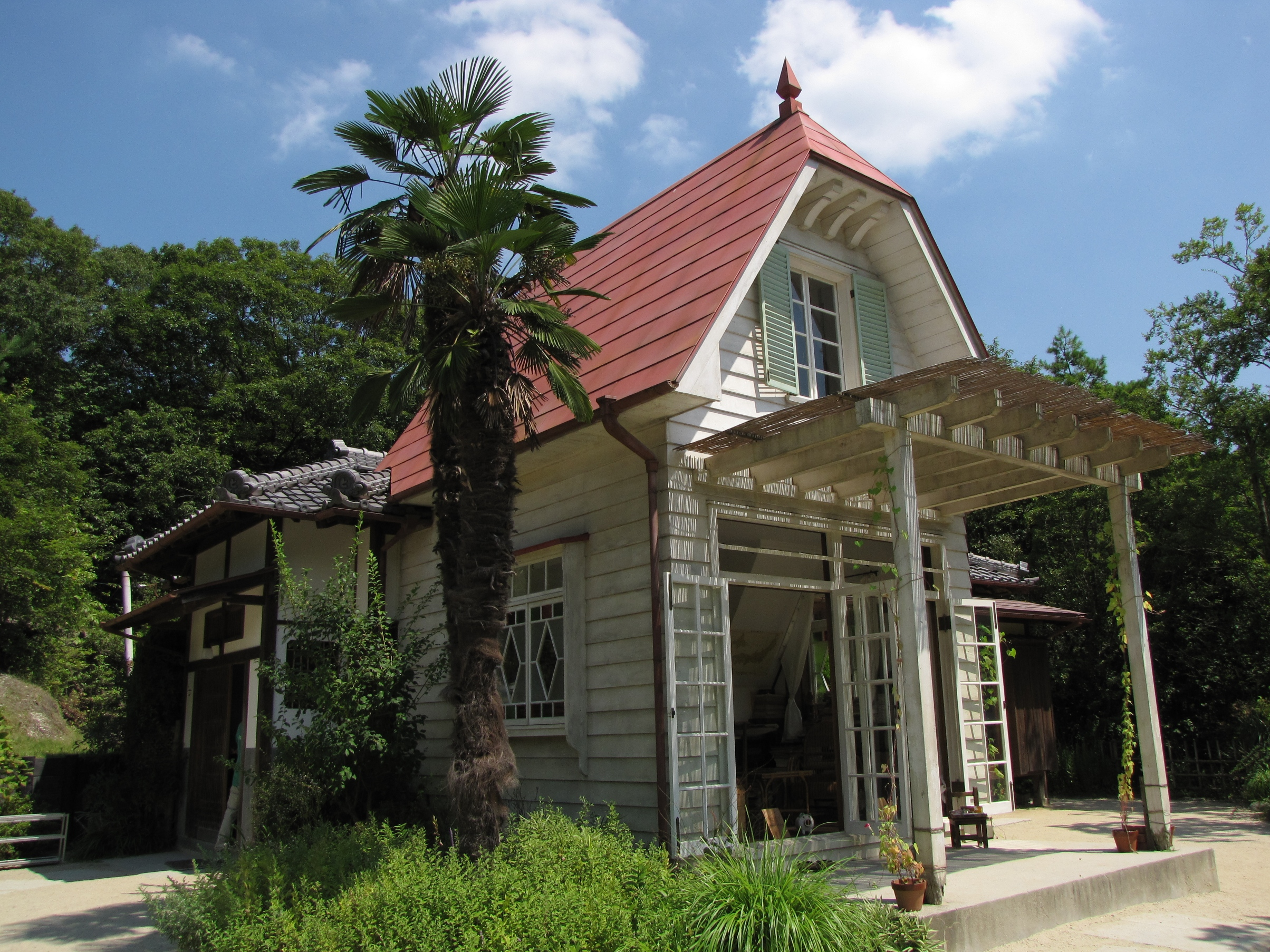
サツキとメイの家

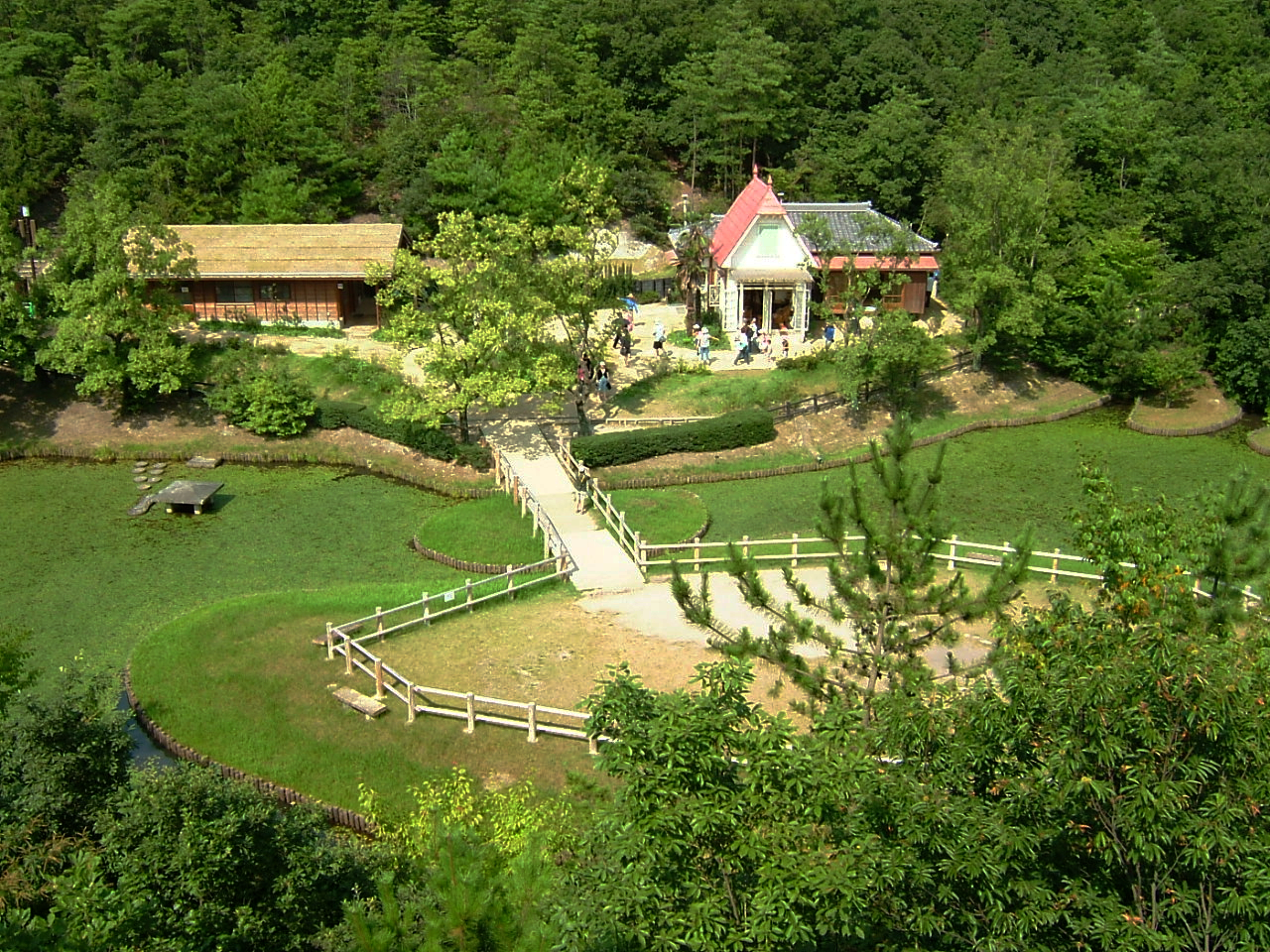
管理棟・バス停を含む全景

サツキとメイの家（サツキとメイのいえ）は、愛知県長久手市岩作三ケ峯の愛・地球博記念公園内にある展示施設である。同公園内に2022年11月開場のジブリパーク「どんどこ森」エリア内の施設となる。

## 概要
2005年に開催された愛知万博において最も人気のあったパビリオンの一つ。
宮崎駿監督のアニメ映画「となりのトトロ」に登場する昭和30年代の草壁サツキ・メイ姉妹の住む草壁家の家を再現したもの。「サツキとメイの家」と表記されているものの、劇中では、サツキとメイの父親・草壁タツオの所有する家（あるいは借家）である。なお「サツキとメイの家」と命名したのは鈴木敏夫である。劇中では昭和33年（1958年）を設定しているが、このサツキとメイの家は母親・ 草壁靖子が退院して草壁一家が楽しく暮らす劇中一年後（昭和34年）を設定している。
家のモデルは宮崎駿が戦時中に栃木県鹿沼市（当時の上都賀郡鹿沼町）に疎開していた時の和洋折衷の家をモデルとしている。またこの家は「風立ちぬ」でも、主人公の堀越二郎が少年時代を過ごした家のモデルとしても使用されている。
日本の伝統的な家屋に洋風の2階建てを附設した間取りが特徴で（大正末から昭和初期にかけての流行で、「文化住宅」と呼ばれた）、構造から仕上げ部材まで全てにおいて本当の当時の家の技法にのっとって建築されている。ただし、映画の中でのイメージを再現するため、木材などには年月が経った日焼け状の処理を加え、草壁家が住んでいる状態を想定した小道具も各部屋に配置されている。見学では2階へは上がれない。
なお、実際の建築が始まる前に模型専門会社トラックスにより建築模型が造られており、その模型は実物の30分の1のスケールとなっている。「もうひとつのサツキとメイの家」展で2005年4月9日から5月31日の期間限定で愛知万博前に公開された。
愛知万博でのサツキとメイの家はハガキによる事前予約が必要だったため、各パビリオンの中でも競争率が高く、予約券がネットオークションで高値で販売されたこともあった。会期中に、内部の備品が壊されるなどの被害もあった。開幕前は当施設の所有権を巡って、「となりのトトロ」縁の地の間で有志による署名活動を行われたことがあった。
万博閉幕後の移設を狙い各地の自治体が誘致に乗り出していたが、最終的に会場跡地を公園として整備する愛知県に無償譲渡された。
2020年7月7日に愛知県より「サツキとメイの家」について、ジブリパーク整備の工事が始まることから、2020年7月13日から当面の間、休業すると発表された。
2022年11月1日、ジブリパーク開園と同時に「どんどこ森」エリアのメイン施設として公開を再開した。

## 運営（ジブリパーク整備前）
観覧時間は30分間となっている。ただし、閑散期などに観覧時間が拡大することがある（2016年5月現在）。
内覧を15分、外観からの見学を15分の計30分のみ見学が出来るが、家屋内の撮影は禁じられており、外観のみ撮影が出来る。ペットの同伴も出来ない。
入館には当日販売枠および事前購入枠のどちらかの予約が必要であり、当日券（当日販売枠）もしくはローソンのLoppiにて日時指定の事前購入チケット（事前購入枠）の購入により予約ができる。また、予約時間の15分前にはサツキとメイの家受付所にて受付を行う。
当日券の購入は朝8時30分よりサツキとメイの家受付所（日本庭園茶室付近）で予約を先着順にて購入することができる。なお、毎週月曜日（月曜日が祝日の場合は次の平日）が休館日となっている。

### 指定管理者
- 愛知県都市整備協会（指定期間 : 2016年4月1日 - 2021年3月31日）[15]

### 利用者数
- 125,183人（2015年度）[15]
- 101,447人（2016年度）[15]
- 107,137人（2017年度）[16]
- 111,466人（2018年度）[17]

### 観覧料
3歳以下無料。心身障がい者の当人と付き添い1名に限り無料。
個人
- 大人（高校生以上）：520円
- 小人（4歳から中学生まで）：250円

団体（20名以上）
- 大人（高校生以上）：420円
- 小人（4歳から中学生まで）：200円

## 伝統工法とアニメの結合
この家は、アトラクションをメインとしたパビリオンではなく、伝統的な木造住宅の技法にのっとった家として建てられている。このため、風呂なども沸かして使うことができる。アニメの再現という側面からは、宮崎駿の長男・吾朗が全体の監修に関わった。
- 昭和10年頃に造られた、築約25年の家と想定。
- 1階・28.5坪、2階（屋根裏）・4.3坪。
- 和室×3、洋間×1、屋根裏×1、台所、風呂、便所付。
- 木材は、柿渋や炭煤などで塗り、年月を経た状態を表現している。
- 瓦はひとつひとつ手焼き。あえて色ムラを強調したりざらつきを持たせて、年月を経た状態を表現している。一般的には家紋などが入る鬼瓦部分には「となりのトトロ」から取られた「と」という一文字が入っている。
- 台所と屋外の2箇所にポンプ（東邦工業製）があるが、台所のものは比較的状態がよく、屋外のものは錆付いた外観となっている。
- 洋間外のパーゴラは、根元が削り込まれ、映画での「腐った」風の仕上げとなっている。
- 洋間2階の腰壁には、ススワタリが出てきそうな隙間がある。
- 窓ガラスは、現代の技術では綺麗に仕上がりすぎてしまうため、解体される古民家などからかき集め、わざわざ見通しにムラのあるガラスを使っている。
- 風呂釜は、現在でも製造している業者を探し調達した。小さいほう（上がり湯用）は新たに鋳造した。
- 風呂や台所のタイルのうち大きいもの（約10.8cm四方）は一枚一枚を手焼き。小さいもの（約2.4cm四方）はINAX特注品。